# Бивио Галаре (Ферара)
Бивио Галаре (итал. Bivio Gallare) је насеље у Италији у округу Ферара, региону Емилија-Ромања.
Према процени из 2011. у насељу је живело 23 становника. Насеље се налази на надморској висини од -1 м.